# Tibellus duttoni
Tibellus duttoni är en spindelart som först beskrevs av Nicholas Marcellus Hentz 1847.  Tibellus duttoni ingår i släktet Tibellus och familjen snabblöparspindlar. Inga underarter finns listade i Catalogue of Life.